# ژان-کلو اوک
ژان-کلو اوک (به فرانسوی: Jean-Claude Hauc) رمان‌نویس، منتقد هنری و مورخ ادبیات قرن بیستم میلادی اهل فرانسه است.